# Atractor
Na física matemática contemporânea, um atractor pode ser definido como o conjunto de comportamentos característicos para o qual evoluiu um sistema dinâmico independentemente do ponto de partida. 
Um exemplo clássico que pode ser utilizado para a descrição de um atrator, é uma bola rolando sobre um plano. Devido ao efeito do atrito o movimento da bola tenderá a convergir sempre para uma situação cuja velocidade é nula. Este é o atrator, o movimento zero.

Um atractor estranho: O atractor de Lorenz.

Outro exemplo de atrator é um pêndulo em movimento. O seu balanço, sempre tenderá a convergir para uma oscilação cujo período é constante, isto é, o atrator é o período constante.
Um sistema dinâmico pode evoluir para:
- um atractor fixo - (por exemplo, uma bola a girar em volta de uma cova acaba por se fixar no fundo da cova, por acção da gravidade e do atrito).
- um atractor periódico - (por exemplo, no caso do padrão cíclico de oscilação de um pêndulo, entre um certo número de estados fixos, o atractor é um ciclo limite; na situação anterior, se não houver nenhuma forma de perda de energia, ou seja, nenhum atrito, a bola girará indefinidamente).
- um atractor estranho - (o sistema flutua para sempre entre vários estados de um modo que não é aleatório, nem é fixo, nem oscilatório, mas sim uma flutuação contínua caótica).

Os sistemas mais complexos possuem todos os três tipos de atractores; condições iniciais diferentes levam não só a comportamentos diferentes mas também a tipos de comportamento diferentes. 